# Sirene (Nic. Jonk, Amsterdam)
Sirene is een artistiek kunstwerk in Amsterdam-Centrum.
Het is een bronzen beeld van Nic Jonk uit 1976 voorstellende een sirene. Deze gracieuze verleidelijke sirene komt met gespreide vleugels uit de golven omhoog en laat haar zeemeerminnenstaart zien. Jonk toonde haar in ronde vormen (borsten, benen, gezicht etc.). Het beeld staat op een sokkel van basalt. Haar plaats aan de Valkenburgerstraat hoek Anne Frankstraat lijkt naar een andere sirene te wijzen; het staat opgesteld voor een politie- annex brandweerkazerne.
Het beeld is in de voet gesigneerd Nic Jonk 1976 (wellicht later toegevoegd) en draagt ook de naam van de gieterij Binder-Schmidt.
Jonk zou er vermoedelijk zeven van hebben laten gieten. Nummer 2 (1980) uit 7 staat bij/op zijn graf in Grootschermer (Zuideinde 3).
Hilversum heeft een Sirene uit 1968 bij een bejaardencentrum, Hengelo (Overijssel) één uit 1970 eveneens bij een bejaardencentrum. Er staan sirenen in Schijndel (ongedateerd) en Veldhoven (1986).

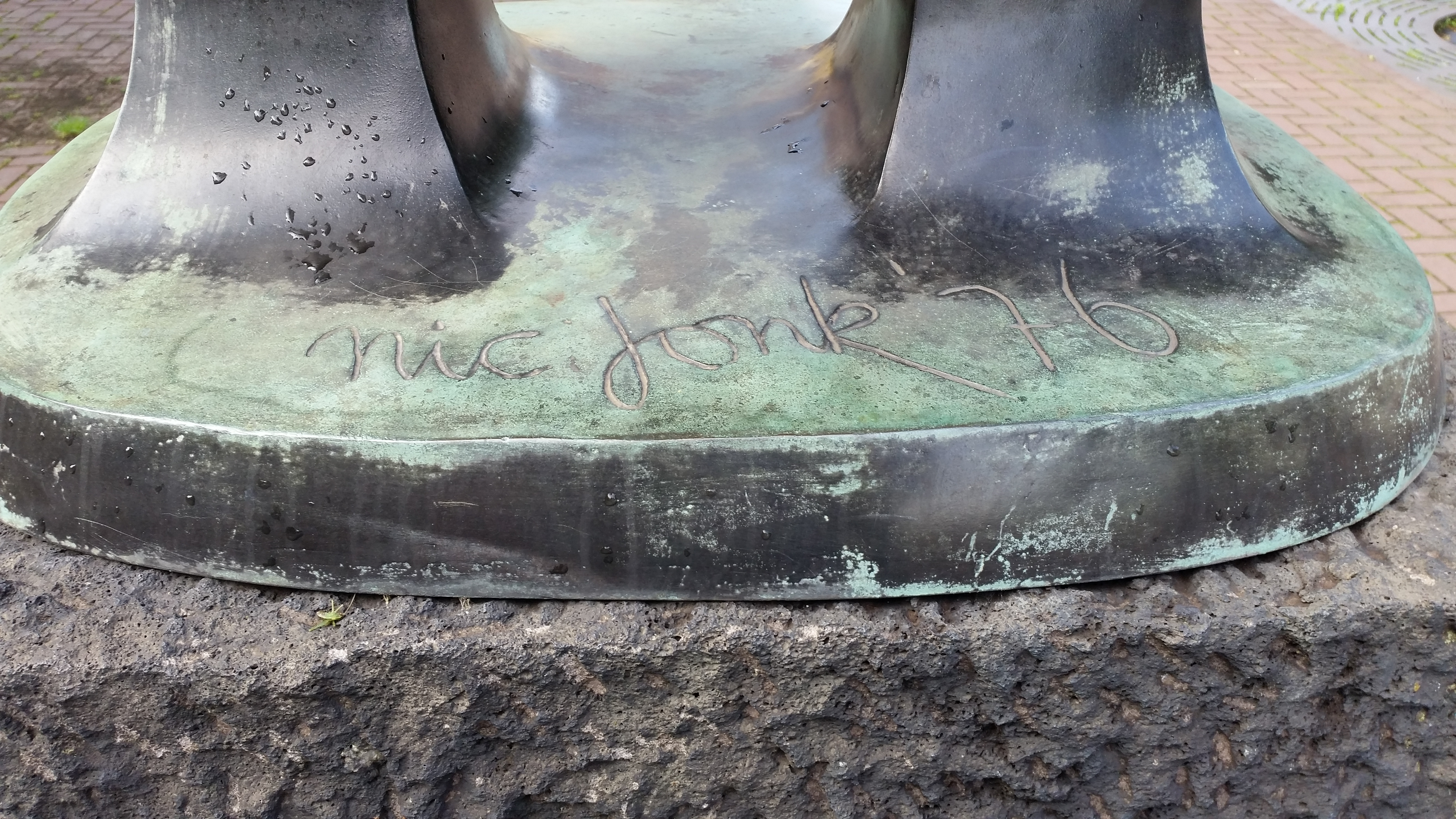
Inscriptie (september 2020)